# Parafia Ścięcia św. Jana Chrzciciela w Baranowie Sandomierskim
Parafia pw. Ścięcia Świętego Jana Chrzciciela w Baranowie Sandomierskim - parafia rzymskokatolicka znajdująca się w diecezji sandomierskiej w dekanacie Baranów Sandomierski. Erygowana w XII wieku. Mieści się przy ulicy Kościuszki. Prowadzą ją księża diecezjalni.
Do parafii należą: Baranów Sandomierski, Dymitrów Duży, Dymitrów Mały, Suchorzów.

## Historia
Początki miejscowej parafii sięgają pierwszych lat historii miasta, tuż po otrzymaniu praw miejskich z rąk króla Kazimierza Wielkiego w 1354 r. "Liber beneficiorum dioecesis Cracoviensis" Jana Długosza pochodzący z lat 1470-1480 potwierdza, że około roku 1440 istniał w Baranowie drewniany kościół. Przypuszczać należy, że w tych latach była to świątynia konsekrowana. Jej dalsze losy są nieznane - ani źródła katolickie ani kalwińskie nie wspominają o tym, by istniała w połowie XVi wieku.
W 1569 roku właściciele miasta, Leszczyńscy, ufundowali w mieście zbór kalwiński. Około 1600 roku po przeniesieniu tutaj swojej siedziby z Leszna,  Leszczyńscy założyli w Baranowie Sandomierskim szkołę kalwińską usytuowaną w dwuizbowym budynku obok budynku zboru, plebanii oraz biblioteki zborowej. W tym okresie Leszczyńscy obsadzili zbór duchownymi z wielkopolskiej Jednoty Braci Czeskich. Od lat 40 XVII wieku Baranów był centrum małopolskiego kalwinizmu z licznymi mieszczańskimi zborownikami, a tutejszy pastor Tomasz Węgierski (1587-1653) był superintendentem generalnym Jednoty Małopolskiej.
W 1655 roku kościół został odebrany ewangelikom i powrócił do katolików.
W Baranowie Sandomierskim znajduje się cmentarz parafialny, na którym najstarsze nagrobki pochodzą z pierwszej połowy XIX wieku.

## Kościół
Późnorenesansowy kościół parafialny pochodzi z lat 1604-1607. Ufundowany został na miejscu poprzedniego, drewnianego przez Andrzeja Leszczyńskiego, a ukończony przez jego syna Rafała. Nowa fundacja wiązała się z przeniesieniem tutaj swojej siedziby rodowej. 

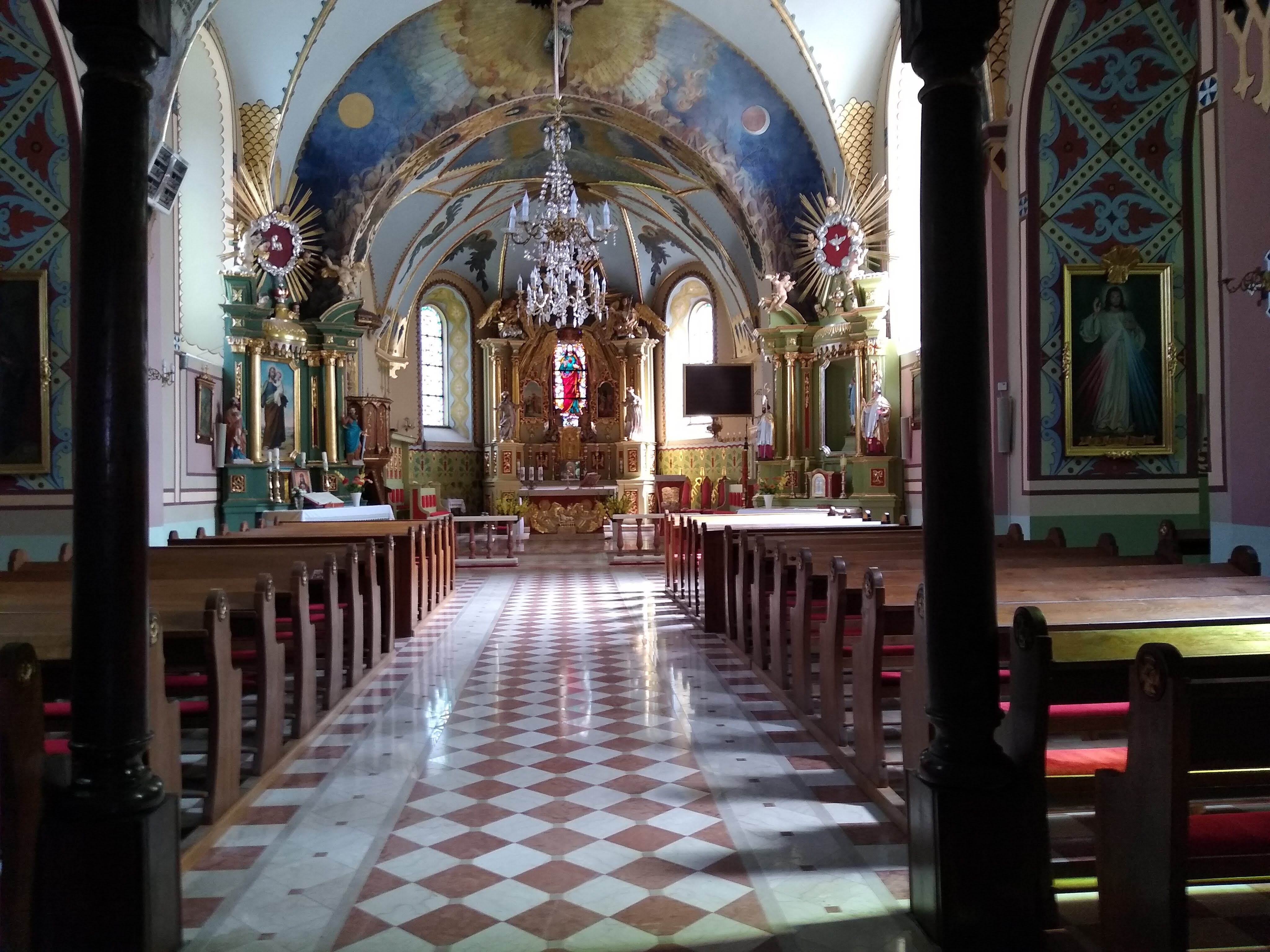
Wnętrze świątyni

Kościół, plebania, biblioteka zostały odebrane ewangelikom siłą w 17 stycznia 1655 roku po przejściu na katolicyzm Samuela Leszczyńskiego.
Jednonawowa, murowana i tynkowana świątynia została zamknięta od wschodu węższym i niższym oszkarpowanym prezbiterium. Nad zachodnim wejściem wznosi się wysoka, czworoboczna wieża. Wzorem wcześniejszych, średniowiecznych kościołów, baranowska fara została orientowana na linii wschód-zachód. W XIX w. kościół został rozbudowany. 
Prezbiterium i nawy przykryte są sklepieniami kolebkowymi z lunetami, pokrytymi siecią dekoracyjnych żeber stiukowych.
We wnętrzu zachowały się zabytkowe ołtarze i obrazy, pochodzące głównie z XVIII wieku, m.in. obraz Św. Rodziny (kopia dzieła Rafaela) oraz późniejsze już, XIX wieczne obrazy przedstawiające Ścięcie św. Jana Chrzciciela oraz św. Mikołaja. Ponadto zachowały się późnobarokowe rzeźby św. Kazimierza Królewicza i św. Kingi. Tuż przy portalu znajduje się barokowa chrzcielnica kamienna, pochodząca z 1669 roku. Wewnątrz widoczna jest też secesyjna polichromia z 1934 roku.